# Baakenpark
Der Baakenpark ist ein Multifunktionspark mit einer Fläche von etwa 1,6 ha am Baakenhafenbecken an der Baakenallee im Osten der Hamburger HafenCity, der allen Bewohnern im neuen Quartier Baakenhafen und Nutzern des Parks gerecht werden soll. Das Quartier Baakenhafen befindet sich zurzeit (2018) noch in der Entstehung, einige Gebäude und Wohnhäuser sind bereits fertig, andere sind noch im Bau oder in der Planung. Das Baakenhafenquartier soll ein sozial ausgewogenes, urbanes Quartier werden, in dem sich Anwohner aller Altersklassen mit dem Baakenpark als grünem Zentrum wohl fühlen sollen – Studenten der benachbarten Uni, Senioren, Schüler der künftigen Grundschule am Lola-Rogge-Platz, Kinder, Angestellte und Mitarbeiter der umliegenden oder zukünftigen Firmen und Besucher.

## Historie

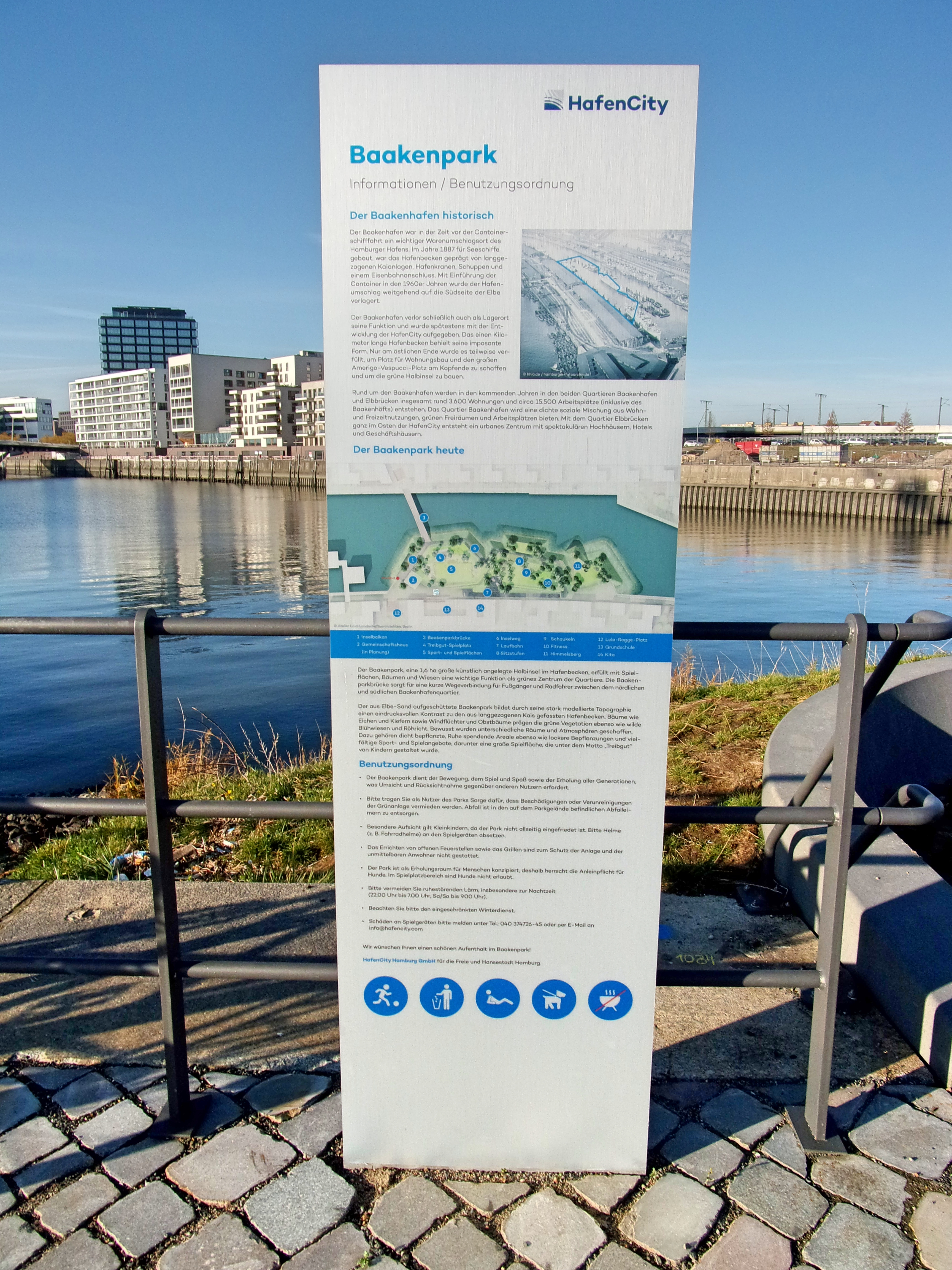
Informationstafel zum Baakenpark

Das etwa 1 km lange ehemalige Baakenhafenbecken wurde 1887 für den Betrieb von Seeschiffen gebaut. Es diente dem Warenumschlag und es verfügte über einen Eisenbahnanschluss. Auf der heutigen Fläche zwischen dem Baakenhafen und der Norderelbe standen viele Kräne und Lagerschuppen. Mit Einführung des Containers in den 1960er Jahren verlagerte sich der Hafenumschlag in die weiter westlich gelegenen Containerterminals, auch die Funktion als Lagerort wurde immer weniger nachgefragt, sodass der Hafenbetrieb später ganz eingestellt wurde.
Im Rahmen der Entwicklung und Neubebauung der HafenCity entstand aus dem ehemaligen Hafengebiet das Quartier Baakenhafen, ein Ort zum Wohnen, Lernen, Arbeiten und zur Freizeitgestaltung. 2012 hatte die HafenCity Hamburg GmbH einen offenen freiraumplanerischen Realisierungswettbewerb für die Planung des Baakenparks ausgelobt, Gewinner war das Berliner Atelier Loidl Landschaftsarchitekten.
Eingerahmt vom bereits fertigen Elbtorquartier mit dem Lohsepark, der HafenCity Universität, dem Baakenhöft und dem sich in Planung und Entstehung befindlichen Elbbrückenquartier ist der bereits fertige und im Mai 2018 mit einem großen Fest eröffnete Baakenpark das grüne Zentrum am Baakenhafen zwischen Baakenallee, Petersenkai und dem geplanten und begonnenen  Amerigo-Vespucci-Platz Gegenüber dem Himmelsberg entsteht der neue Gerda-Gmelin-Platz, direkt an der Baakenallee ist der neue Lola-Rogge-Platz mit einer weiteren Grundschule und einer Kindertagesstätte geplant.
Um die Anbindung an die Hafen-City zu ermöglichen, wurde die Baakenhafenbrücke West – eine Straßen- und Fußgängerbrücke – 2013 eröffnet und für Fußgänger und Radfahrer eine weitere gebaut. Die Baakenparkbrücke führt vom künftigen Gerda-Gmelin-Platz auf der Nordseite direkt in den Park. Mit der U-Bahn-Station HafenCity Universität und dem Bahnhof Elbbrücken sowie der Bushaltestelle Baakenhöft ist der Park mit öffentlichen Verkehrsmitteln zu erreichen.

## Anlage des Parks

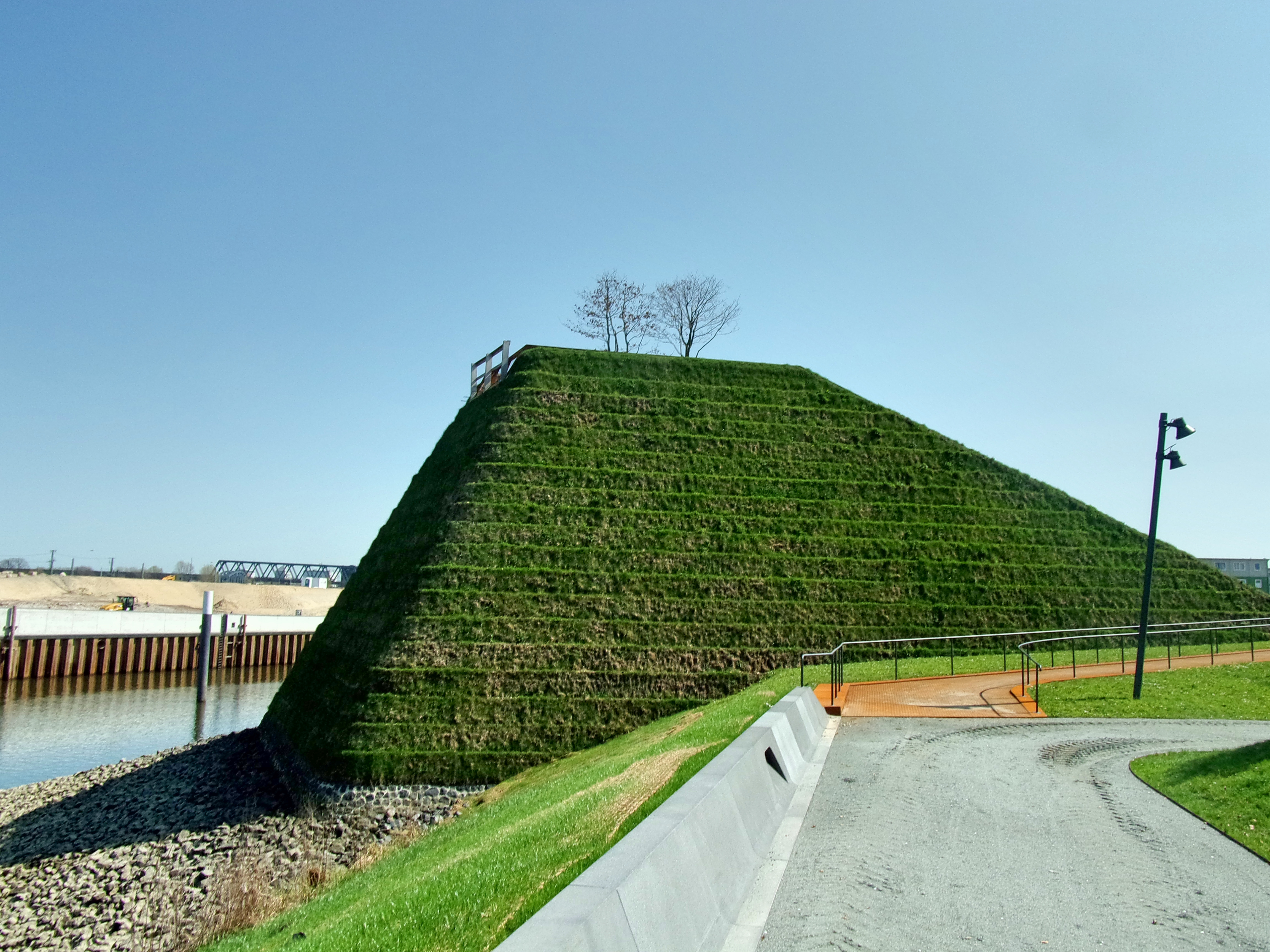
Himmelsberg im Baakenpark

Über vier Jahre wurde am Baakenpark gebaut, eine künstliche Fläche am Nordufer des Baakenhafenbeckens aufgeschüttet, unterschiedlich hohe Ebenen angelegt, Wege und Schrägen für barrierefreie Nutzung angelegt, Spiel und Sportflächen gebaut. Eine besondere Herausforderung war der „Himmelsberg“, ein etwa 14 m hoher Aussichtspunkt am Nordufer des Baakenhafenbeckens und Wahrzeichen des Parks. Ein Video im Zeitraffer, veröffentlicht von der HafenCity Hamburg GmbH auf dem News-Portal der shz.de, dokumentiert den Bau der künstlichen Halbinsel.
Der direkt im Wasser stehende Himmelsberg muss nicht nur Hochwasser standhalten, auch Eisbildung im Wasser, Treibgut oder Kontakte mit Booten dürfen dem Bauwerk keinen Schaden zufügen. Der Berg besteht überwiegend aus hellem Elbsand, verstärkt und gesichert mit speziellen Geo-Gittern. Darüber befindet sich ein Trennvlies, das zwar Regenwasser durchlässt, aber den Sand nicht ausschwemmt. Unter dem mit Stahlgittern gehaltenen Rollrasen befindet sich eine Schicht Mutterboden. Planung, Berechnung und Statik stammen vom Ingenieurbüro Steinfeld und Partner mbB aus Hamburg. Auf dem Berg stehen Holzbänke sowie zwei Bäume. Der Berg ist über eine Treppe mit etwa 40 Stufen begehbar und bietet nach Westen eine Aussicht bis zur Elbphilharmonie, nach Osten einen Blick nach Rothenburgsort und dem Bahnhof Elbbrücken und später auf den geplanten Amerigo-Vespucci-Platz, nach Norden auf die Großmarkthallen und nach Süden einen Blick über die Norderelbe.

## Aufteilung und Ausstattung

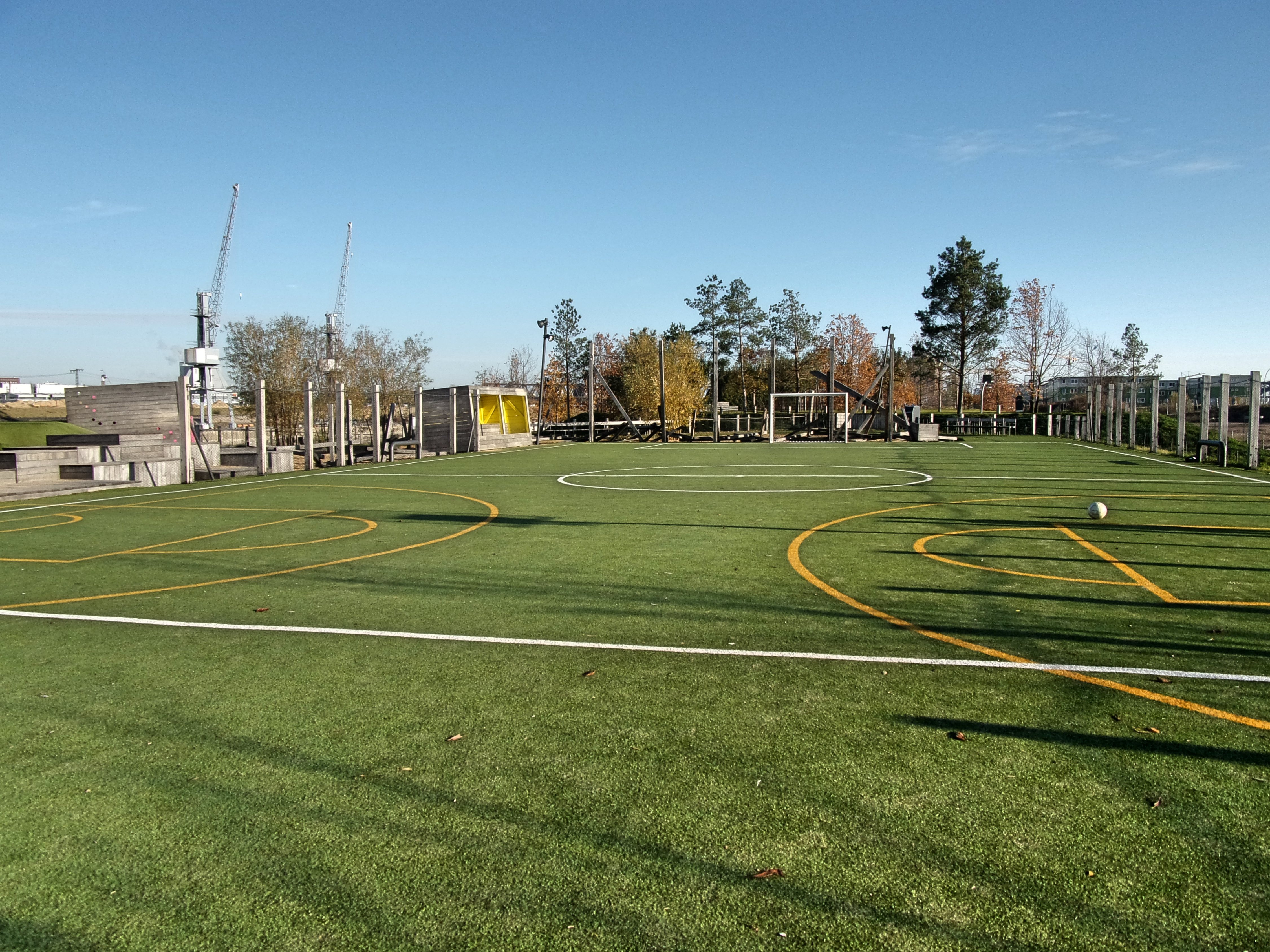
Fußballplatz

Der Park wurde in unterschiedlich hohen Ebenen angelegt, dazwischen verläuft als niedrigste Ebene der Inselweg, der rund um den Park führt. Die höhere Sport- und Spielebene ist sowohl über Treppen als auch über Schrägen zu erreichen und somit barrierefrei. Die Aussichtsplattform des „Himmelsbergs“ ist nur über eine Treppe erreichbar. Auf der unteren Ebene befinden sich weder Sport- noch Spielgeräte, sie dient der Erholung und Entspannung. Zum Sitzen oder Liegen gibt es große Holztribünen, Bänke oder Stühle und Liegewiesen. Die großen Holztribünen sind zum Sitzen oder Liegen, Sonnenbaden oder als Zuschauertribünen für kleine Konzerte oder Filmvorführungen geeignet. Am Ufer der Westseite befindet sich der Inselbalkon, eine große Holztribüne direkt am Ufer mit Blick in Richtung Elbphilharmonie. Auf der höheren Sport- und Spielebene befinden sich ein Fußball-Kleinfeld, ein kleiner Streetballplatz, der Spielplatz „Treibgut“, Fitnessgeräte für Jugendliche und Erwachsene und eine Freifläche mit drei Schaukeln.
Auf den Freiflächen sind bisher einige Bäume gepflanzt, sie dienen aber auch als Liegewiese, Picknickplatz oder Fläche für diverse Outdoor-Aktivitäten wie Gymnastik oder Yoga. Eine weitere Freifläche gibt es auf der unteren Ebene direkt am Ufer. Auf der Südseite des Parks befindet sich eine etwa 100 m lange asphaltierte Laufbahn. Eingänge befinden sich an der Baakenparkbrücke – sie führt direkt in den Park und verbindet das südliche Ufer am Petersenkai mit dem nördlichen Ufer am Versmannkai und dem künftigen Gerda-Gmelin-Platz – sowie an der Baakenallee. An beiden Seiten wird noch gebaut und vieles ist noch im Entstehen. Der Spielplatz Treibgut wurde von Kindern mitgestaltet und besteht überwiegend aus Holz. Mehrere Holzhäuser, deren Innenwände in verschiedenen Farben gestaltet wurden, bieten Abwechslung zum Klettern und Spielen. Rutschen und eine Schaukel auch für kleinere Kinder, eine Kletterwand, Turnstangen und viele Holzbalken zum Balancieren gehören zur weiteren Ausstattung. Auf einem grünen Hügel, der durchkrabbelt werden kann, befinden sich mehrere Trampoline für kleinere Kinder.

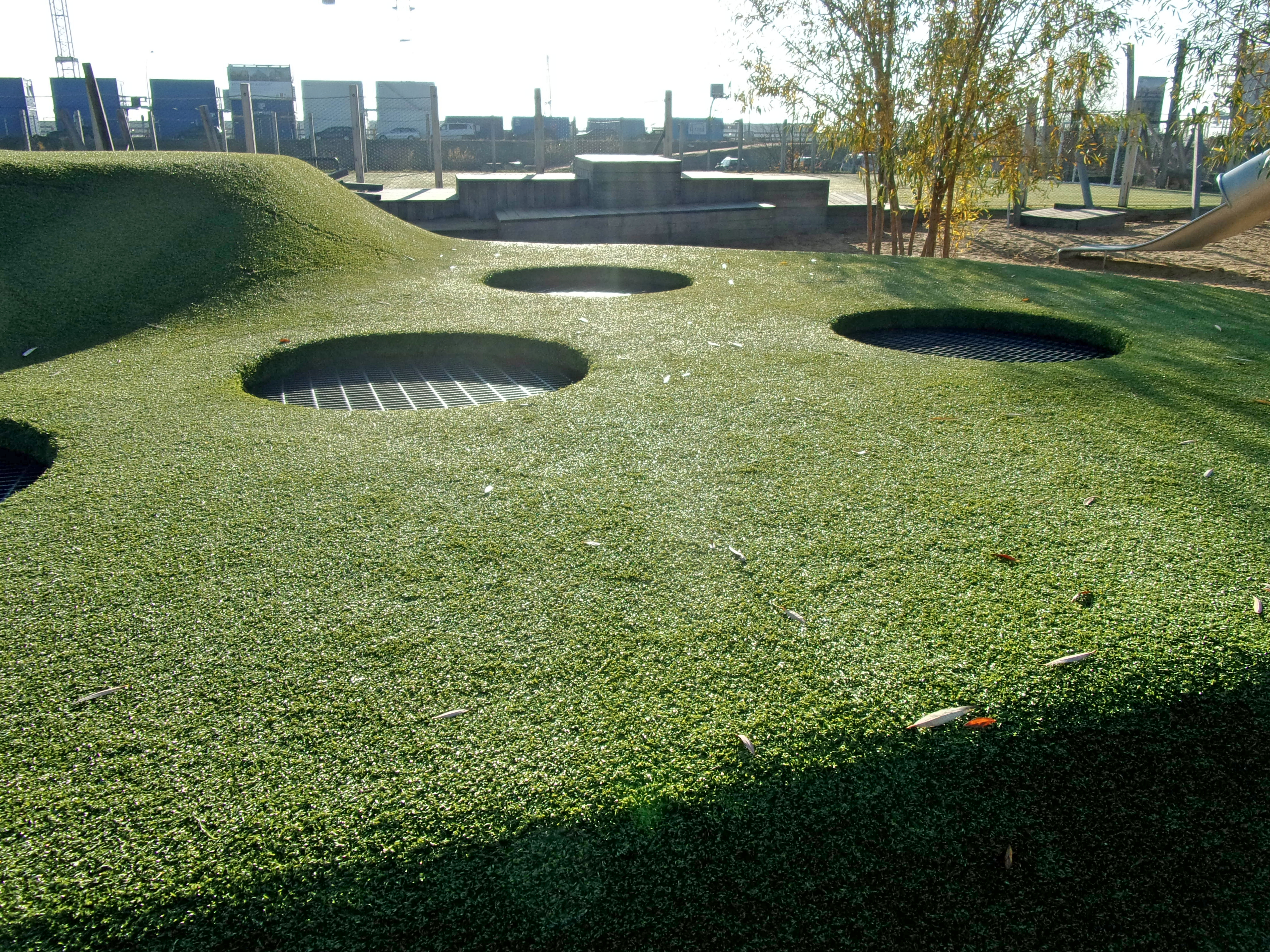
Trampoline für Kleinere
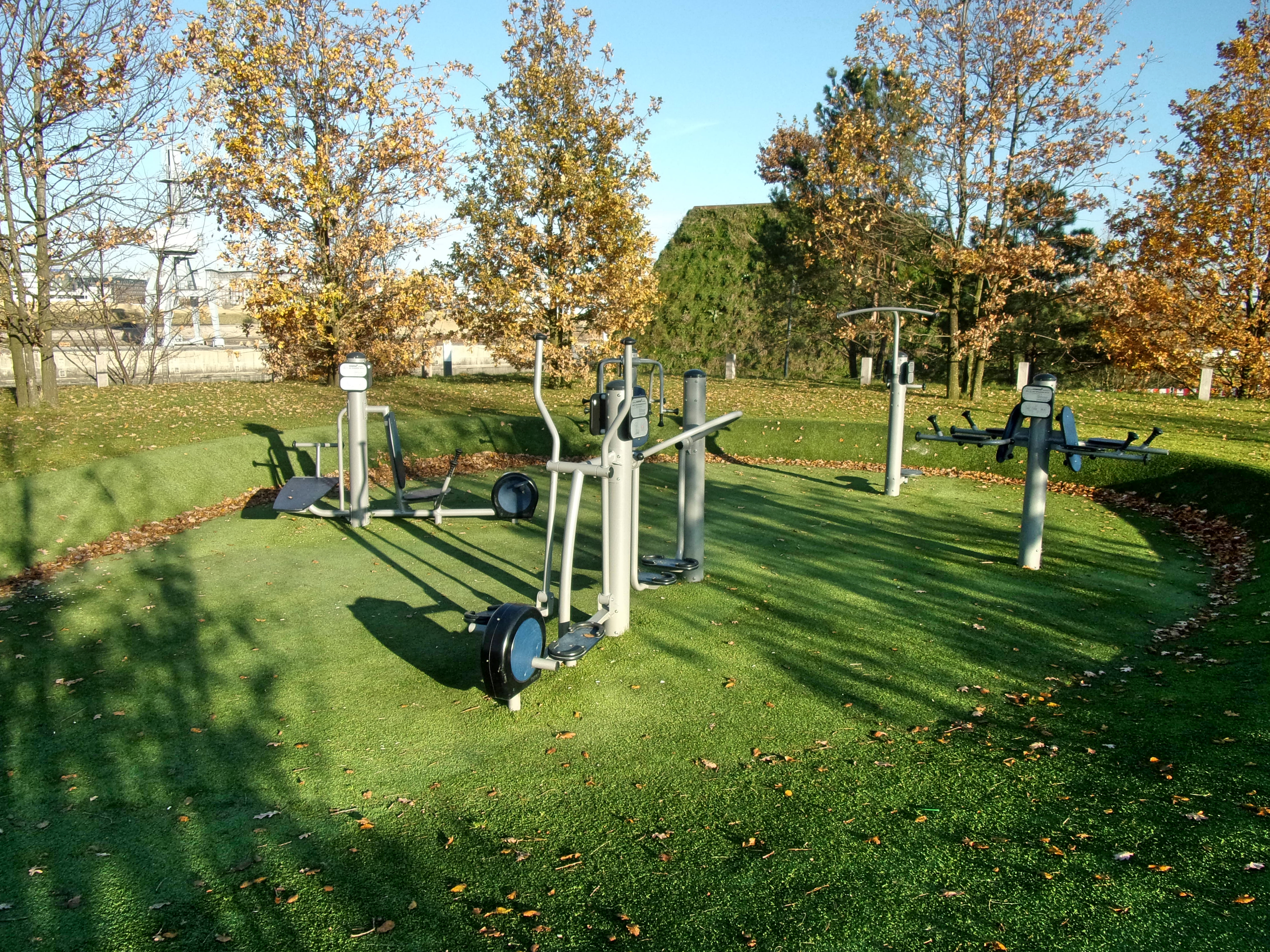
Fitnessgeräte für Jugendliche und Erwachsene
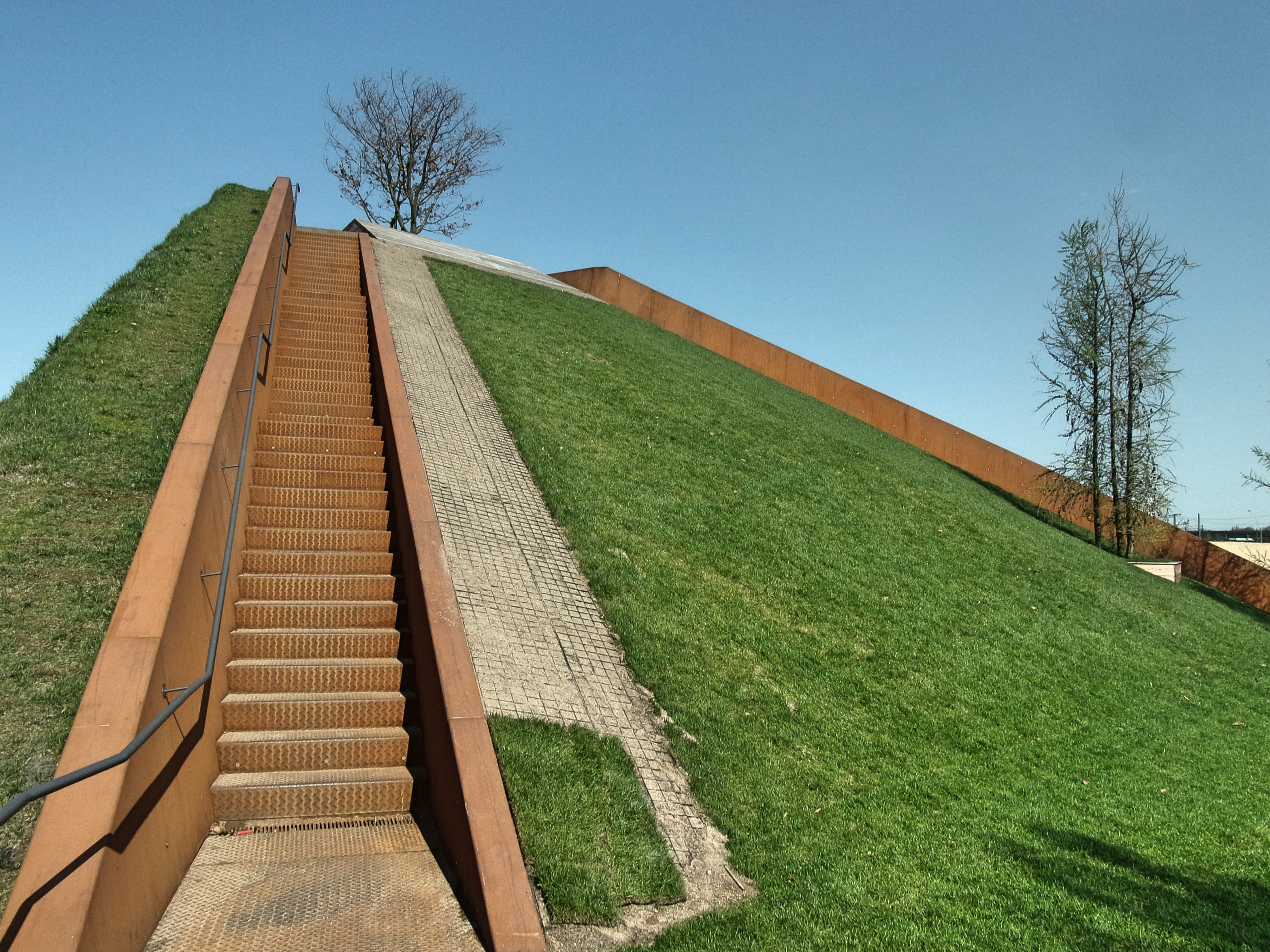
Treppe vom/zum Himmelsberg
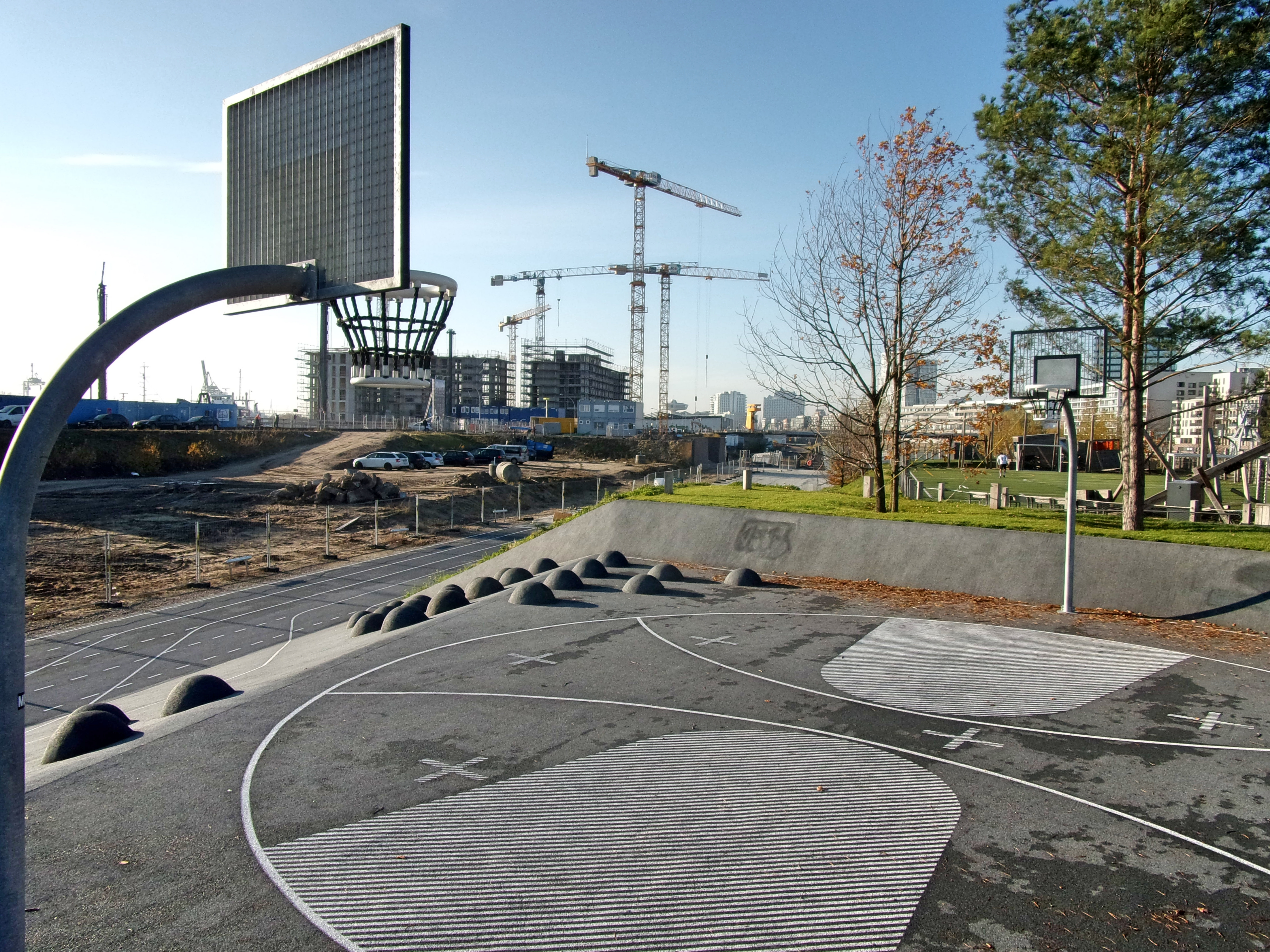
Streetballplatz und Laufbahn
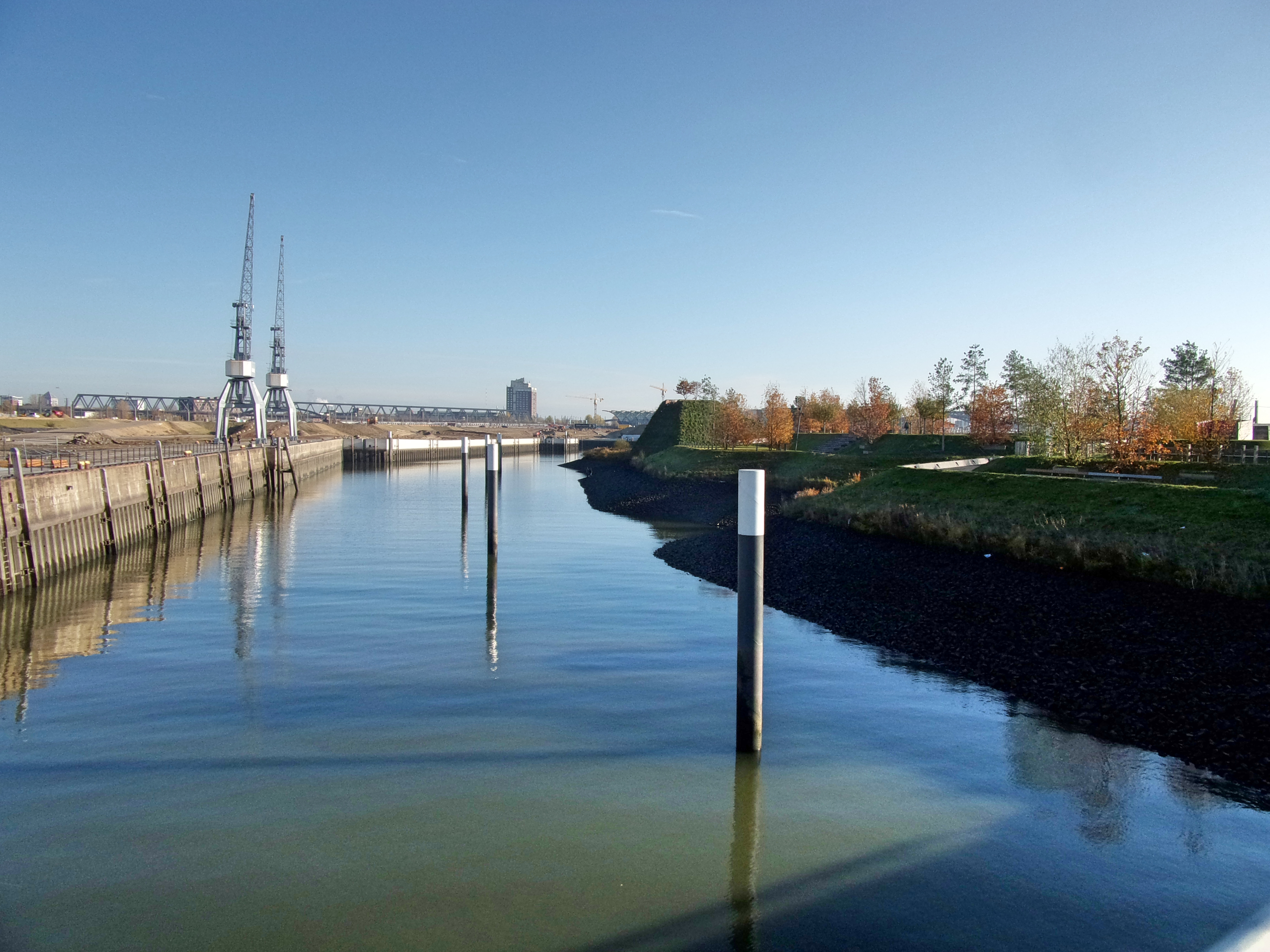
Uferzone am Baakenhafen
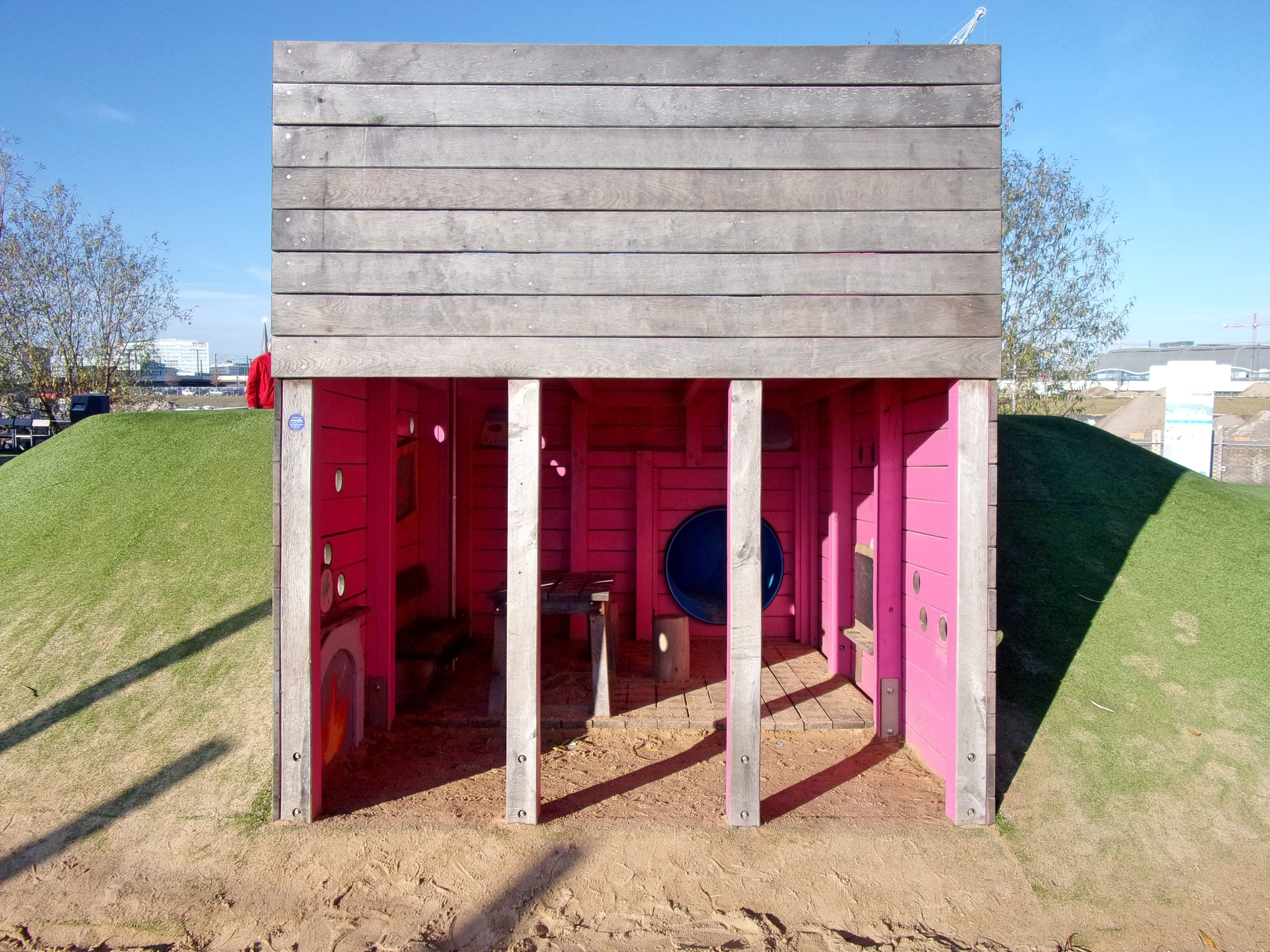
Holzhaus mit Krabbeltunnel

## Nutzung und Situation während benachbarter Bauarbeiten
Mit einem Fest und großem Rahmenprogramm wurde der Park im Mai 2018 feierlich eröffnet und ist trotz benachbarter Bauarbeiten schon voll nutzbar. Einen richtigen Eingang an der Baakenallee gibt es noch nicht, wohl aber einen Zugang, empfehlenswert ist ein Besuch des Parks über die neue Baakenparkbrücke, die barrierefrei ist und auch von Radfahrern genutzt werden kann. Mit der Eröffnung des Bahnhofs Elbbrücken im Dezember 2018 kam zur Haltestelle HafenCity Universität ein weiterer U-Bahnhof dazu, ein Jahr später auch der S-Bahnhof. Am Lola-Rogge-Platz an der Baakenallee entsteht direkt am Park eine vierzügige Grundschule sowie eine Kindertagesstätte für 200 Kinder sowie ein Familienzentrum und Marktplatz. Auch auf der Wasserfläche sind noch umfangreiche Bauarbeiten geplant, dort sollen bis 2023 sechs filigrane Wasserhäuser entstehen. Am östlichen Ende des Baakenbeckens ist der Amerigo-Vespucci-Platz eröffnet worden. Für alle bereits fertigen Projekte und ihre Nutzer ist der Baakenpark schon jetzt zentraler Mittelpunkt und grüne Oase in einem entstehenden Quartier.

## Auszeichnung
2019 gewann der Baakenpark den Ersten Preis des Deutschen Landschaftsarchitektur-Wettbewerbs.